# Nikolaï Koltsov
Pour les articles homonymes, voir Koltsov.
Nikolaï Konstantinovitch Koltsov (en russe : Николай Константинович Кольцов, 14 juillet 1872 à Moscou – 2 décembre 1940 à Léningrad) est un biologiste russe puis soviétique et un pionnier de la génétique moderne. Parmi ses étudiants figuraient Nikolaï Timofeïev-Ressovski, Vladimir Pavlovitch Efroïmson (ru) et Nikolaï Doubinine (ru). Il est un des premiers à avoir proposé l'existence de l'acide désoxyribonucléique (ADN).

## Biographie

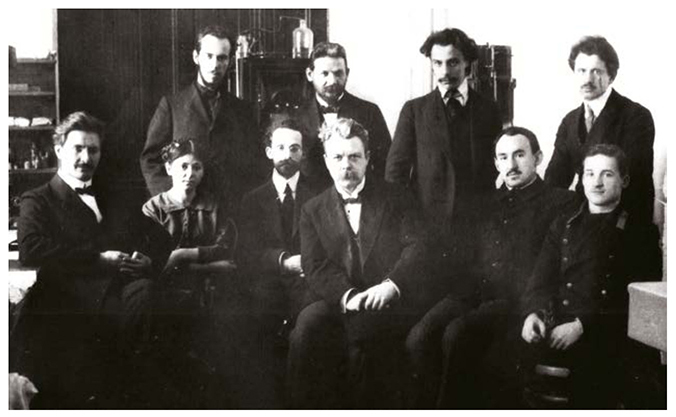
Nikolaï Koltsov au centre avec ses étudiants en 1913. À l'extrême gauche debout se trouve Alexandre Serebrovskii, à l'extrême gauche assis Mikhaïl Zavadovskii.

Nikolaï Koltsov étudie à l'université d'État Lomonossov de Moscou en 1894 puis y exerce en tant que professeur de 1895 à 1911. Il crée et dirige un institut de biologie expérimentale en 1917 qui porte son nom, juste avant la révolution d'Octobre. Il était membre de l'Académie agricole (VASKhNIL).
En 1920, Nikolaï Koltsov est arrêté ainsi que 999 autres personnes en raison de suspicions d'appartenance à un pseudo « Centre tactique antisoviétique » qui n'existait pas et qui avait été inventé par la Tchéka. Le procureur Nikolaï Krylenko exige alors la condamnation à mort de Koltsov. Soixante-sept des mille personnes arrêtées sont effectivement exécutées. Grâce à un appel personnel à Vladimir Lénine par Maxime Gorki, Koltsov est libéré et rétabli à son poste de chef de l'Institut Koltsov de biologie expérimentale. 
En 1936, l'Académie des sciences agricoles de l'Union soviétique lance sa « croisade contre la génétique bourgeoise », Koltsov et d'autres scientifiques se positionnent ouvertement contre elle et se retrouvent dans le collimateur du régime.
En 1937 et 1939, les partisans de Trofim Lyssenko publient une série d'articles de propagande contre Nikolaï Koltsov et Nikolaï Vavilov. Ils écrivent alors : « L'Institut de génétique de l'Académie des sciences non seulement n'a pas critiqué les non-sens fascistes du professeur Koltsov, mais ne s'est même pas dissocié de ses « théories » qui soutiennent les théories raciales des fascistes ». Trofim Lyssenko lui-même affirmait que la génétique était fasciste.

### Assassinat
Nikolaï Vavilov, éminent botaniste et généticien russe et soviétique, est arrêté en août 1940 et condamné à mort. Sa peine est ensuite commuée en vingt-cinq ans de détention. Le 2 et 3 décembre deux autres biologistes meurent soudainement et mystérieusement. Le 2 décembre c'est Nikolaï Kolstov et le 3 Nikolaï Ivanov. D'autres scientifiques notamment des collègues de Hermann Joseph Muller sont assassinés.

La mort de Koltsov en 1940 a été officiellement attribuée à un accident vasculaire cérébral. Cependant, le biochimiste Ilya Zbarsky, ancien directeur du mausolée de Lénine et fils de l'homme qui a embaumé le dirigeant soviétique, a révélé, en 1999, que la mort de Koltsov était un meurtre par empoisonnement par le NKVD, la police secrète de l'Union soviétique :
En 1940, il [Koltsov] est mort subitement – on pense qu'il a eu une crise cardiaque, mais je m'en souviens bien, car ils ont dit qu'il avait été empoisonné avec du jambon. Il est très probable que sa mort n'était pas accidentelle.
Le même jour, son épouse, la scientifique Maria Sadovnikova Koltsova, s'est suicidée.

## Travaux de recherche

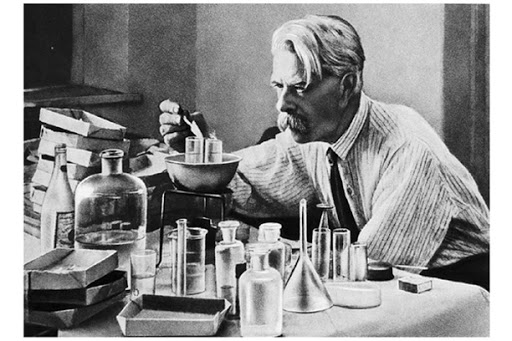
Nikolaï Koltsov au travail.

### Cytosquelette
Nikolaï Koltsov a travaillé sur la cytologie et l'anatomie des vertébrés. Il a prédit l'existence du cytosquelette des cellules soixante ans avant sa confirmation. C'est en étudiant le sperme d'écrevisse en 1905, qu'il conclut que la forme des cellules n'est pas maintenue par la pression osmotique, comme on le croyait à l'époque. Elle l'était plutôt grâce à un réseau structurel interne qu'il décide d'appeler le cytosquelette.

### Hérédité

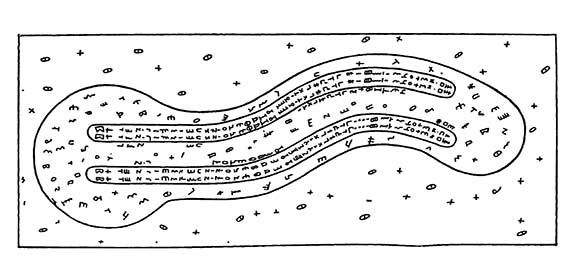
Le schéma du chromosome par Koltsov.

L'Institut Koltsov était en avance sur son temps dans divers domaines de recherche. Mais surtout, l'intuition la plus visionnaire de Koltsov a été la découverte de la structure moléculaire des gènes. En 1927, Koltsov a proposé que les caractères hérités soient hérités via une « molécule héréditaire géante » qui serait composée de « deux brins miroirs qui se répliqueraient de manière semi-conservatrice en utilisant chaque brin comme modèle »,. Ses travaux sur l'hérédité étaient considérés comme de la propagande fasciste par les communistes. Ces idées se sont malgré tout révélées exactes lorsqu'en 1953 James D. Watson et Francis Crick ont décrit la structure de l'ADN. Watson et Crick n'avaient apparemment pas entendu parler de Koltsov. Le généticien américain Richard Goldschmidt a écrit à son sujet : « Il y avait le brillant Nikolaï Koltsov, probablement le meilleur zoologiste russe de la dernière génération, un savant clairvoyant, incroyablement cultivé, admiré par tous ceux qui le connaissaient. »

## Hommage
Une petite municipalité de la région de Novossibirsk, qui a obtenu en 2003 le statut de ville scientifique de la fédération de Russie, Koltsovo, est nommée en l'honneur de Nikolaï Koltsov.